# Saltum Kirke
Saltum Kirke (Nørre Saltum kirke) ligger i Saltum Sogn i det tidligere Hvetbo Herred (Hjørring Amt), nu Jammerbugt Kommune i Vendsyssel. Saltum lå oprindeligt omkring Saltum kirke, men på grund af sandflugt blev byen flyttet til sin nuværende beliggenhed.
Kirken der blev opført omkring 1150, var i middelalderen viet til Johannes Døberen og Sankt Nikolaus. Kor og skib ogapsis var af granitkvadre; Kort tid efter opførelsen blev tilføjet et tårn. Koret var skilt fra skibet med smal korbue. Omkring 1450 blev kor og apsis nedrevet, og skibet blev forlænget mod øst med et langhuskor på 1½ fag. Det senromanske tårn blev ved samme lejlighed nedrevet og et nyt tårn blev opført, tårnets nederste del blev åbnet så skibet blev udvidet til 3 fag. Væggene blev forhøjet og kirken fik hvælv med otte ribber. Ved ombygningen blev de gamle granitkvadre genanvendt, bl.a. ses de krumme og profilerede sokler fra apsis som sokkelsten under korets nordmur. Den retkantede norddør er tilmuret, syddøren er stadig i brug. Bygningen blev istandsat 1959-60.
I nordmuren ses oprindelige romanske vinduer. Prædikestolen er fra omkring 1600. Det nyere alterskab har snittede træfigurer fra et tidligere alter, figurerne menes snittet omkring 1470. I midterskabet se Nådestolen flankeret af Maria med barn og Anna selvtredje, i fløjene ses apostle og i fodstykket nødhjælperne. En Sankt Nikolaus-figur fra et sidealter er bevaret. På nordvæggen hænger en sengotiskkrucifiksgruppe. Den romanske døbefont af granit har ny fod, dåbshimlen er fra omkring 1600. Prædikestolen med våben for Otto Banner og Ingeborg Skeel er fra slutningen af 1500-tallet. I korvæggen ses en romansk gravsten fra omkring 1200 over præsten Thurgeif.
I korets hvælv og på nordvæggen ses kalkmalerier fra omkring 1520 som aldrig har været overkalket. De blev restaureret i 1911 og renset i 1960.

## Eksterne kilder og henvisninger
- Wikimedia Commons har flere filer relateret til Saltum Kirke
- Efter Nordenskirker.dk Arkiveret 14. september 2011 hos  Wayback Machine (tilladelse fra Hideko Bondesen)
- Saltum Kirke hos KortTilKirken.dk